# Gaustad Station
Gaustad Station (Gaustad stasjon) er en metrostation på Holmenkollbanen på T-banen i Oslo. Stationen ligger 101,4 meter over havet og i den skarpeste kurve på Holmenkollbanen. Det er den nærmeste T-banestation i forhold til Gaustad sykehus og Rikshospitalet.
Da Holmenkollbanen blev forlænget til Frognerseteren i 1916, fik stationen et læskur tegnet af arkitekten Erik Glosimodt, der stod for en række af stationsbygningerne på Holmenkollbanen. I 2002 blev stationsbygningen restaureret.
I sommeren 2011 påbegyndte Statens vegvesen etableringen af en gang- og cykelsti under Slemdalsveien og Holmenkollbanen. Den nye underføring erstattede den hidtidige overgang i niveau. Imens arbejdet stod på, var stationen lukket et års tid i retning mod Sentrum. I retning mod Frognerseteren var den lukket frem til 15. februar 2012, og indtil da var der indsat busser Gaustad – Frøen - Majorstuen – Gaustad.
Stationen ligger lige syd for Ring 3 og befinder sig dermed teknisk set ikke i Gaustad men i den nordlige ende af Vinderen.